# Exist
Exist es el séptimo álbum de estudio coreano y el octavo en total del grupo surcoreano EXO. Fue lanzado el 10 de julio de 2023 por SM Entertainment. Este álbum marca la primera promoción del grupo como un grupo de siete miembros, ya que Kai se encuentra cumpliendo con el servicio militar obligatorio, y Lay está centrado en sus actividades en solitario en China. No obstante, el disco cuenta con actuaciones vocales de los ocho miembros coreanos, incluyendo a Kai. Consta de nueve canciones, incluyendo dos sencillos previos al lanzamiento: «Let Me In», publicado el 12 de junio de 2023, y «Hear Me Out», lanzado el 30 de junio de 2023. El tercer sencillo y canción principal, «Cream Soda», fue lanzado junto con el álbum.

## Antecedentes y lanzamiento
En enero de 2023, el líder del grupo, Suho, emocionó a los fanáticos al anunciar que el grupo tenía planes de lanzar nueva música después de la primavera.
El 9 de junio, SM anunció que EXO lanzaría su séptimo álbum de estudio el 10 de julio. El 12 de junio, SM Entertainment reveló la fecha de lanzamiento del álbum, acompañado de un vídeo que presentaba el nuevo logotipo de EXO. Además, se reveló que el mismo día lanzarían un sencillo de prelanzamiento, titulado «Let Me In».
El álbum fue puesto a la venta por adelantado el 12 de junio y está disponible en tres versiones: fotolibro, digipak y SMini.

## Composición
«Cream Soda» es una canción dance pop con un ritmo exótico y una alegre instrumentación que incluye metales, teclados y batería. Presenta las voces sensuales del grupo y una letra que compara el emocionante y suave momento del enamoramiento con la refrescante experiencia de una crema soda.
«Regret It» es una enérgica canción de R&B con un contagioso ritmo de bajo 808 y vibrantes sintetizadores. Chanyeol contribuyó a la composición de la letra, que expresa las intensas emociones de un momento sin remordimientos.
«Hear Me Out» es una cautivadora canción de R&B que evoca el encanto de la vieja escuela. La letra expresa los sentimientos honestos de alguien que se debate entre la duda y la determinación antes de embarcarse en una nueva relación.
«Private Party» es una canción de R&B con elementos de música dance que combina potentes bombos, sintetizadores, chasquidos vocales y silbidos. La letra describe la tensa y emocionante atracción entre dos personas en una fiesta privada, añadiendo un toque de misterio y seducción a la melodía.
«Cinderella» es una canción de synthpop que atrapa con su enérgica caída, construida a partir de riffs de sintetizador y una percusión dinámica. La letra de la canción está inspirada en el cuento de Cenicienta, donde la protagonista se ve obligada a abandonar todo a las doce en punto, pero se resiste a perder a la persona con la que siente un destino inevitablemente unido.
«No Makeup» es una canción de R&B, fusionado con el ritmo del trap. La letra destaca con orgullo la belleza natural del sujeto en cuestión, sin necesidad de ningún artificio cosmético. La melodía seductora y los beats envolventes se entrelazan, creando una atmósfera irresistible que invita a dejarse llevar por la positividad y autoaceptación.
«Love Fool» es una canción de pop y R&B con una producción de sintetizador retro. La letra expresa la fortaleza del amor, retratando con sensibilidad la determinación inquebrantable de alguien que se niega a abandonar ese sentimiento profundo, incluso cuando enfrenta situaciones en las que expresar sus sentimientos más íntimos resulta un desafío.
«Another Day» es una canción de pop alternativo que se despliega con un ritmo relajado, adornado por la presencia envolvente de bajos 808 y teclados cuidadosamente superpuestos. La letra de esta pista actúa como un abrazo musical, recordándonos la importancia de liberarnos del pasado y recibir cada amanecer con una actitud esperanzadora.
El álbum culmina con el prelanzamiento titulado «Let Me In», una balada de R&B que envuelve los sentidos con su sonido de ensueño y voces emotivas, las cuales expresan emociones profundas y sublimes. La letra de la canción pinta un vívido retrato poético al comparar al amante con un vasto océano azul, mientras el anhelo de estar juntos perdura eternamente, incluso en los momentos más oscuros y profundos.

## Éxito comercial
Antes de su lanzamiento, Exist estableció un récord con 1.6 millones de pedidos anticipados en tan solo 28 días, superando así el récord previp de EXO de 1.2 millones con Don't Fight the Feeling (2021).

## Lista de canciones
| Exist |                 |                                         | |          |  |
| N.º   | Título          | Letras                                  | Música | Duración |  |
| 1.    | «Cream Soda»    | Moon Seol-li                            | Tre Jean-Marie, Kwame «KZ» Kwei-Armah Jr., Ebenezer Fabiyi, Bobby Candler, Adrian Mckinnon                                        | 3:05     |  |
| 2.    | «Regret It»     | Jang Sang-min (Lalala Studio), Loey     | Dwayne «Dem Jointz» Abernathy Jr., Lucky Daye, Prince Charles, Jeremy «Tay» Jasper, Adrian Mckinnon                               | 2:55     |  |
| 3.    | «Hear Me Out»   | Park Ji-hyun (Artiffect), Kim Dong-hyun | Tave, Jeremy «Tay» Jasper, Tavaughn Young, Adrian Mckinnon, George Carroll, Sade Munirah, Grades, Yakob, Jack Ro, Michael Orabiyi | 3:24     |  |
| 4.    | «Private Party» | Moon Seol-li                            | Brandon Arreaga, Landon Sears, Rudy Sandapa, Kaelyn Behr, MZMC                                                                    | 3:09     |  |
| 5.    | «Cinderella»    | Moon Seol-li                            | Jackson Morgan, Brandon Arreaga, Kyle Buckley, Charles Roberts Nelsen, MZMC                                                       | 2:34     |  |
| 6.    | «No Makeup»     | Moon Seol-li                            | Greg Bonnick, Hayden Chapman, Adrian Mckinnon, Sevn Dayz                                                                          | 3:24     |  |
| 7.    | «Love Fool»     | Cha Yu-bin (Verygoods)                  | John Mars, Christian Fast, Jimmy Claeson                                                                                          | 3:22     |  |
| 8.    | «Another Day»   | Mola, Cha, Mane, K. Nita                | Matthew Grant, Robin Ellingsen, Balazs Harko                                                                                      | 3:11     |  |
| 9.    | «Let Me In»     | Enzo                                    | Je'Juan Antonio, Hassan Ashi Jr., Jayden Henry, Jordain Johnson, Kelsey Merges, Noah Barer, Kaelin Ellis, Hautboi Rich            | 3:17     |  |
| 28:25 |                 |                                         | |          |  |

## Posicionamiento en listas
| Lista (2023)                                | Mejor posición |
| ------------------------------------------- | -------------- |
| Japón (Oricon)                              | 15             |
| Japón (Japanese Combined Albums)            | 8              |
| Japón (Japan Hot Albums)                    | 11             |
| Corea del Sur (Circle Album Chart)          | 1              |
| Reino Unido (UK Album Downloads)            | 33             |
| Reino Unido (UK Independent Album Breakers) | 13             |

## Ventas
| País          | Organismo certificador | Certificación | Ventas    |
| ------------- | ---------------------- | ------------- | --------- |
| Corea del Sur | KMCA                   | TBA           | 1 358 440 |
| Japón         | —                      | —             | 2200      |

## Historial de lanzamiento
| Región        | Fecha               | Formato(s)                  | Distribuidora |
| ------------- | ------------------- | --------------------------- | ------------- |
| Corea del Sur | 10 de julio de 2023 | CD, SMC                     | SM, Kakao     |
| Mundial       | 10 de julio de 2023 | Descarga digital, streaming | SM, Kakao     |